# Distretto di Wanica
Wanica è uno dei 10 distretti del Suriname situato nella parte nordorientale del paese con 117 584 abitanti al censimento 2012.
Capoluogo del distretto è la città di Lelydorp (18 570 abitanti, stima 2007).
Confina a sudovest con il distretto di Paramaribo a ovest con il distretto del Saramacca, a sud con quello di Para e a est con il distretto del Commewijne, nell'estremo settentrionale si affaccia per pochi chilometri sull'Oceano Atlantico.

## Geografia antropica

### Suddivisioni amministrative

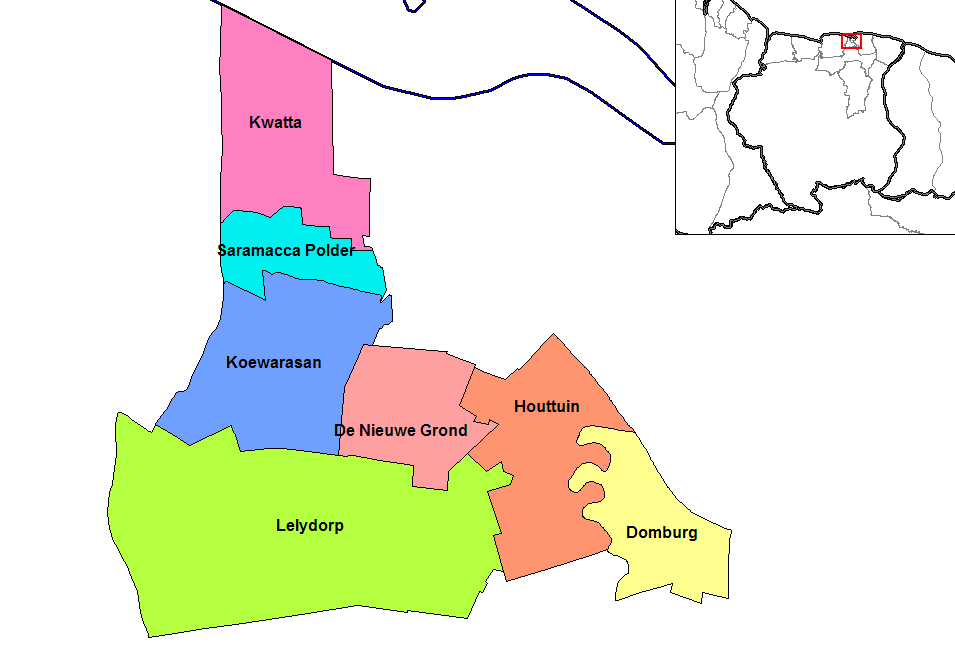
Comuni del distretto di Wanica

Il distretto di Wanica è diviso in sette comuni (ressorten):
- De Nieuwe Grond
- Domburg (Suriname)
- Houttuin
- Koewarasan
- Kwatta
- Lelydorp
- Saramacca Polder